# Кладбище для домашних животных

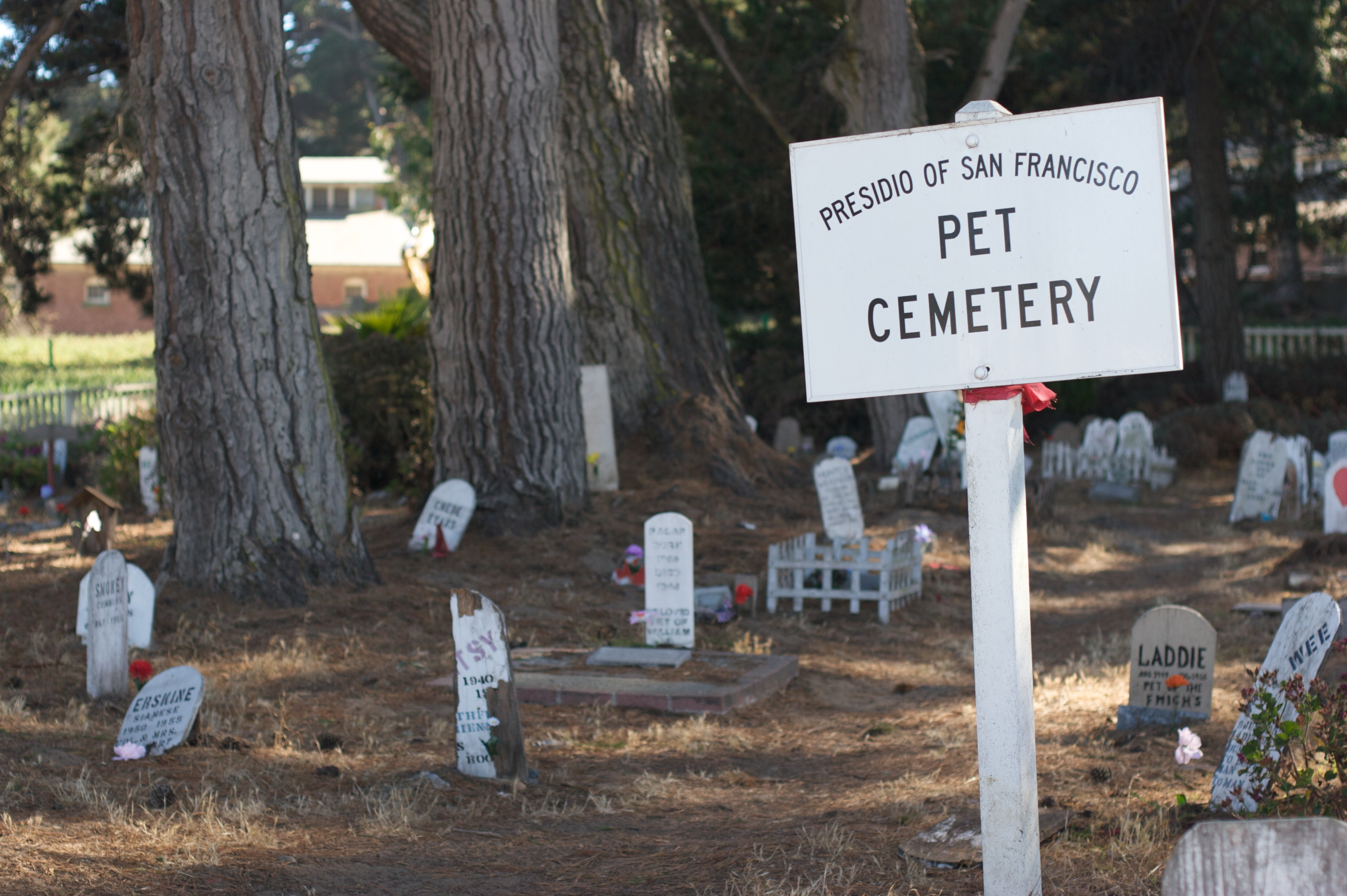
Кладбище домашних животных в Сан-Франциско, США

Кла́дбище дома́шних живо́тных — кладбище, специально приспособленное для захоронения домашних животных.
В дополнение к захоронению человеческих останков во многих человеческих культурах также регулярно хоронили останки животных. Это часто необходимо по гигиеническим причинам, когда организмы не могут быть удалены по-другому.

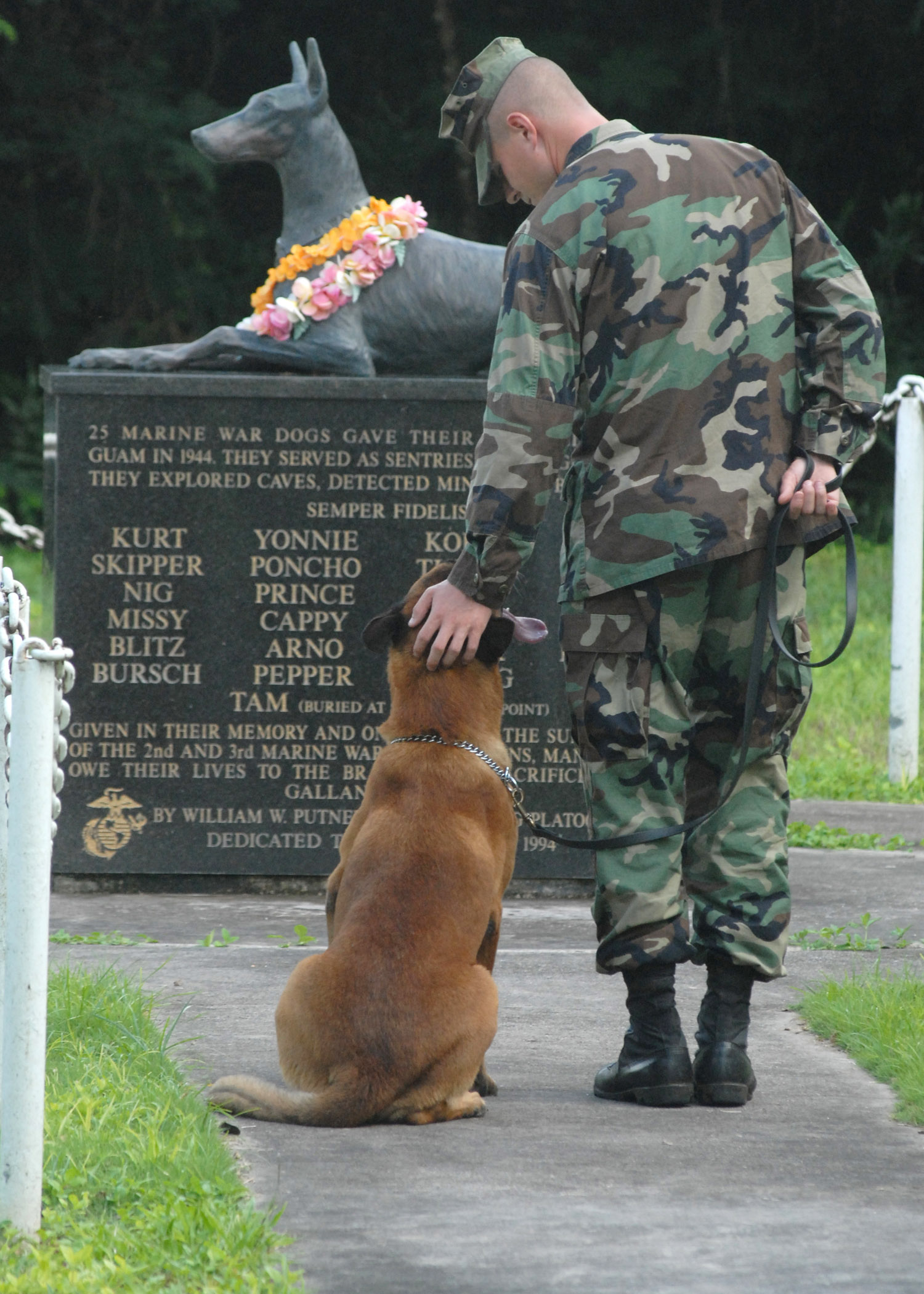
Кладбище служебных собак морской пехоты США, погибших в боях за остров Гуам в 1944 г. В боях за остров погибло 25 собак морской пехоты, использовавшихся в качестве дозорных, курьеров, обнаружителей мин

Домашних животных часто торжественно хоронили. Большинство семей хоронили умерших домашних животных на их собственных участках, в основном во дворе, в коробке, в простом гробу или в другом контейнере.

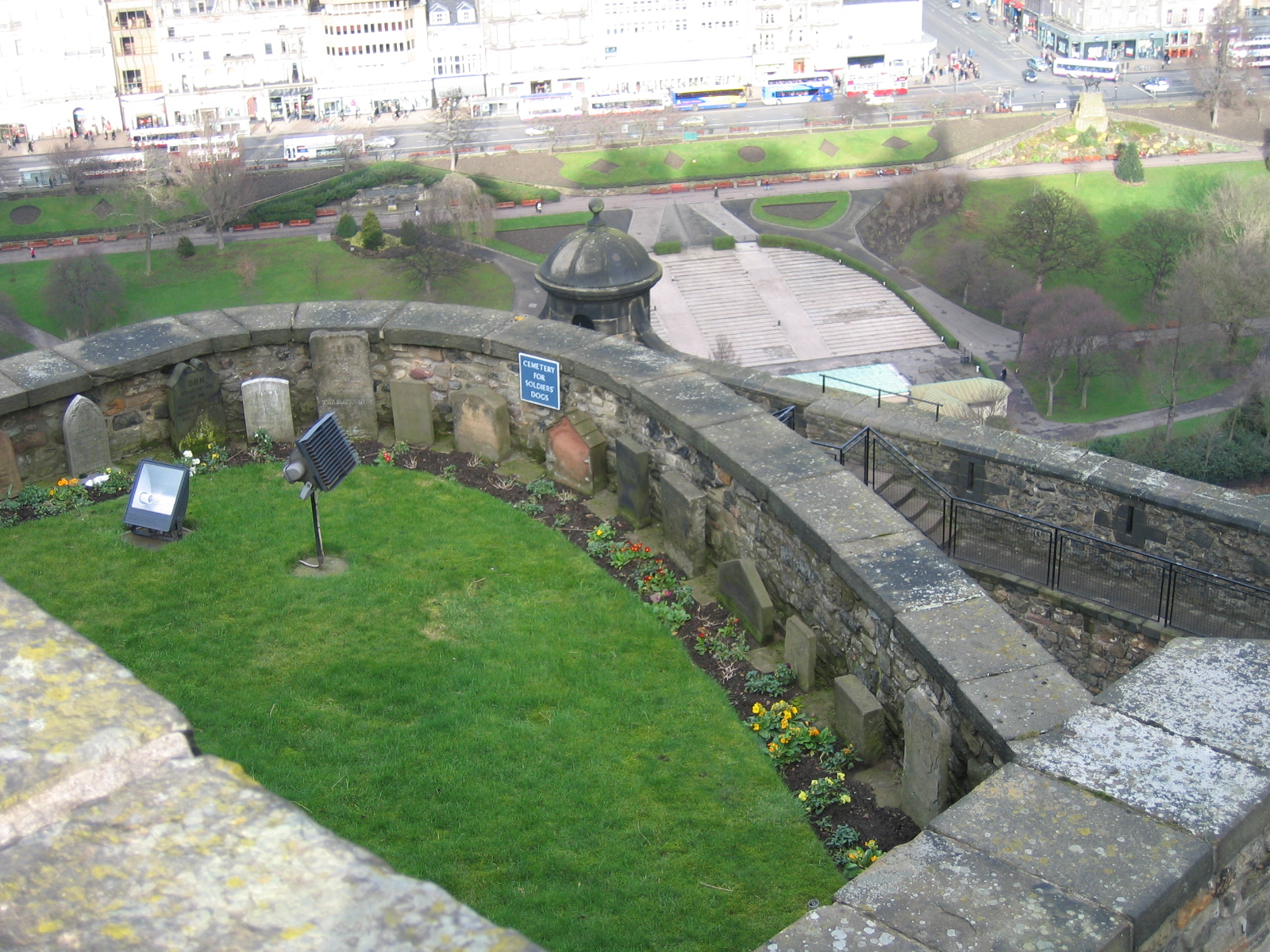
Кладбище собак в Эдинбургском замке, Шотландия

## История
Древние египтяне, как известно, мумифицировали и хоронили кошек, считая их священными. Также мумифицировали землероек (см. мумия землеройки Архивная копия от 25 июля 2012 на Wayback Machine в Бруклинском музее). Шесть мумифицированных землероек были найдены в гробнице Ахмим (Akhmim) около Фив и датируются к 27-й династии (2400 г. прошлой эры).
У римлян были очень похожие захоронения трупов животных. Отводились специальные земельные участки для больших каменных памятников, посвящённых животным владельца. Давнюю историю имеют и скотомогильники.
Кладбище собак во Франции, между пригородами Клиши-ла-Гаренн и Аньер-сюр-Сен, считается самым первым кладбищем для домашних животных, хотя самое первое было открыто в 1896 году в США в г. Хартсдейл штата Нью-Йорк. В Москве, в Куркино есть официальное кладбище домашних животных, открытое в 2007 году.
В настоящее время домашних животных хоронят или кремируют. Прах кремированного животного может быть сохранён в урне или рассеян.

## Популярная культура
В 1983 году был издан роман Стивена Кинга о древнем кладбище, которое может возрождать мёртвое тело. В 1989 году режиссёром Мэри Ламберт был экранизирован как фильм ужасов, а в 1992 году вышла вторая часть. В 2019 году вышла новая экранизация романа.
Кладбищам для домашних животных посвящена классическая документальная лента Эррола Морриса «Врата рая» (1978).